# Ammannia dodecandra
Ammannia dodecandra är en fackelblomsväxtart som beskrevs av Dc.. Ammannia dodecandra ingår i släktet Ammannia och familjen fackelblomsväxter. Inga underarter finns listade i Catalogue of Life.